# Trabalho informal
Trabalho informal é o trabalho sem vínculos registrados na carteira de trabalho ou documentação equivalente, sendo geralmente desprovido de benefícios como remuneração fixa e férias pagas. O uso da expressão trabalho informal tem suas origens nos estudos realizados pela Organização Internacional do Trabalho (OIT) no âmbito do Programa Mundial de Emprego de 1972. Ela aparece, de forma particular, nos relatórios a respeito das condições de trabalho em Gana e Quênia, na África.

## No Brasil
"O mercado de trabalho no Brasil foi formado dentro de uma perspectiva dual, característico de países subdesenvolvidos, vinculado ao crescimento da urbanização e da industrialização, onde se configurou um segmento restrito de trabalhadores mais qualificados, melhor pagos e com vínculos mais estáveis, em contraste com outro segmento, formado pela maioria, no âmbito do qual prevaleceu o subemprego e o auto-emprego informal." No Brasil, o trabalho informal representa parcela significativa da População Economicamente Ativa. No ano de 2017, foram 34,31 milhões de pessoas trabalhando por conta própria ou sem carteira, contra 33,321 ocupados em vagas formais, segundo dados do IBGE.
Por influência de crises econômicas e da substituição do trabalho humano por máquinas, o aumento do desemprego fez com que mais pessoas se tornassem trabalhadoras de rua (camelôs), o que é caracterizado como sendo empreendedores autônomos, porém informais, os quais não participam de nenhum sistema de previdência social público, nem privado, e encontram-se em uma situação de vulnerabilidade social.